# Śląski Instytut Naukowy
Śląski Instytut Naukowy im. Jacka Koraszewskiego (skrót: ŚIN) – polski instytut naukowo-badawczy istniejący w latach 1957–1992 w Katowicach.

## Historia
Placówka została założona w 1957 jako organ Prezydium Wojewódzkiej Rady Narodowej w Katowicach przy wsparciu Jerzego Ziętka. Zajmowała się badaniem historii, folklorystyki, kultury oraz zjawisk społecznych i ekonomicznych głównie wschodniej części Górnego Śląska, jak również ich popularyzacją. Od 1971 podlegała merytorycznie Polskiej Akademii Nauk. Swą działalnością nawiązywała do istniejącego w latach 1934–1939 oraz 1945–1949 Instytutu Śląskiego w Katowicach. Decyzją wojewody katowickiego Wojciecha Czecha Śląski Instytut Naukowy zakończył swoją działalność 31 grudnia 1992. 
W latach 1957–1976 Instytut zajmował kilka pomieszczeń w starym gmachu Biblioteki Śląskiej w Katowicach przy ul. Francuskiej 12, skąd przeprowadził się do własnej siedziby przy ul. Granicznej 32 w Katowicach. Budynek ten wyburzono w 2022.
Bliźniaczą placówką naukowo-badawczą ŚIN był istniejący do dziś Instytut Śląski w Opolu.

## Dyrektorzy Instytutu
- Jacek Koraszewski (1957–1966)
- Kazimierz Popiołek (1966–1968)
- Henryk Rechowicz (1968–1972)
- Jan Kantyka (1972–1977)
- Jerzy Siemianowicz (1977–1979)
- Bohdan Jałowiecki (1979–1981)
- Jerzy Pietrucha (1981–1982)
- Zdzisław Gorczyca (1982–1987)
- Lucyna Frąckiewicz (1987–1988, p.o. dyrektora)
- Jacek Wódz (1988–1990)
- Łucja Ginko (1990–1992, dyrektor komisaryczny)

## Wydawnictwa ŚIN

### Wydawnictwa ciągłe i serie wydawnicze (pełny wykaz)[2]
- „Zaranie Śląskie”, kwartalnik (ISSN 0044-183X), rok XX–LIII (1957–1990),
- „Pamiętnik Cieszyński” (ISSN 0137-558X), tom 1–2 (1961–1972),
- „Studia i Materiały z Dziejów Śląska” (ISSN 0081-6639), tom III–20 (1960–1991),
- „Śląskie Studia Historyczne” (ISSN 0137-5180), tom 1–3 (1975–1977),
- „Studia i Materiały z Dziejów Województwa Katowickiego w Polsce Ludowej” (ISSN 0585-5284), tom 1–9 (1966–1975), [ciąg dalszy:] „Studia i Materiały z Dziejów Polski Ludowej” (ISSN 0137-351X), tom 10–12 (1976–1978),
- „Studia nad Ekonomiką Regionu” (ISSN 0208-936X), numer 1–18 (1971–1988),
- „Górnośląskie Studia Socjologiczne” (ISSN 0072-5013), tom 1–21 (1963–1989),
- „Bibliografia Śląska” (ISSN 0523-1930), [za rok] 1960–1980 (1963–1991), wydawana wspólnie z Biblioteką Śląską,
- „Zeszyty Naukowe. Śląski Instytut Naukowy”, 1–71 (1968–1976),
- „Biuletyn Niemcoznawczy. Materiały i informacje”, numer 1–10 (1957–1962),
- „Kwestie Społeczne Regionu Wysoko Uprzemysłowionego”, 1 (1989),
- „Biuletyn. Śląski Instytut Naukowy”, numer 1–89 (1957–1968), w tym numer 1–10 (1957–1959) – seria Życie Naukowe i Kulturalne,
- „Biuletyn Śląskiego Instytutu Naukowego. Serwis Informacyjny” (1961–1970/1971), [ciąg dalszy:] „Serwis Informacyjny. Śląski Instytut Naukowy” (1970/1971–1974),
- Zagłębie Dąbrowskie w Dokumentach Literackich, tom 1–3 (1972–1978),
- Silesiana, 30 tomów (1983–1992),
- Biblioteczka Wiedzy o Śląsku, 28 tomów (1958–1968), obejmowała 8 tomów poza seriami oraz 20 wydanych w 8 seriach:
  - Seria Archeologiczna 1–4,
  - Seria Etnograficzna 1–3,
  - Seria Historyczna 1–8,
  - Seria Literatura Ludowa 1,
  - Seria Monografie miast, osiedli i wsi Śląska 1,
  - Seria Plastyka 1,
  - Seria Przyrodnicza 1,
  - Seria Rolnicza 1,
- Śląskie Epizody Historyczne, 30 tomów (1983–1989),
- Nieznane Piękno Sztuki Śląskiej, 2 tomy (1987),
- Biuletyn. Zespół ds. Badań Wydarzeń w dn. 16.12.1981 r. i następnych w Kopalni „Wujek”, numer 1 (1990),
- Górnośląski System Informacji o Terenie, część 1–3 (1992).

### Pozostałe wydawnictwa (wybrane)[2]

#### Monografie miast i powiatów
- Alfons Mrowiec, Z dziejów Ziemi Rybnicko-Wodzisławskiej w latach 1918–1939. Stosunki społeczno-polityczne (1966)
- Ludność i stosunki społeczne w konurbacji górnośląskiej (Bytom, Chorzów, Gliwice, Zabrze) (1969)
- Z badań nad Rybnickim Okręgiem Węglowym (1975)
- Henryk Rechowicz, Komunistyczny samorząd Czeladzi (1976)
- Eugeniusz Kopeć, Szkice z przeszłości Czechowic-Dziedzic (1977)
- Szkice z dziejów Żarek (1984)
- Jan Kantyka, Longin Rosikoń, Sławków w latach okupacji hitlerowskiej 1939–1945 (1984)
- Rybnik. Zarys dziejów miasta od czasów najdawniejszych do 1980 roku (1986)
- Łaziska Górne. Siedem wieków historii (1986)
- Wojciech Błasiak, Marek St. Szczepański, Jacek Wódz, Szczyrk – miasto w sytuacji inwazji turystycznej (socjologiczne studium układu lokalnego) (1990)

#### Monografie zakładów przemysłowych
- Andrzej Karp, Stosunek do pracy i zawodu inżynierów kopalni „Siemianowice” (1969)
- Jerzy Jaros, Jerzy Sito, 100 lat Zakładów Urządzeń Technicznych Elewator (1971)
- Jan Kantyka, Alojzy Targ, Mikołów. Zarys rozwoju miasta (1972)
- Kopalnia „Generał Zawadzki” (w Dąbrowie Górniczej). Dzieje zakładu i załogi (1974)
- Kopalnia Sosnowiec. Dzieje zakładu i załogi (1876–1976) (1976)
- Lech Szaraniec, Załoga koncernu Hohenlohe i jej walka klasowa w latach 1905–1939 (1976)
- Huta Ferrum. Dzieje zakładu i załogi 1874–1976 (1977)
- Jan Kantyka, Andrzej Stępniak, Kopalnia Bolesław Śmiały na tle rozwoju górnictwa węglowego w rejonie Łazisk 1779–1979 (1979)
- Huta Florian, Dzieje zakładu i załogi 1828–1978 (1980)
- Longin Rosikoń, Huta Szkła Gospodarczego „Zawiercie” 1884–1984 (1985)
- Helena Witecka, Kopalnia Węgla Kamiennego Rozbark, Zarys dziejów 1824–1984 (1985)
- Leszek Cichy, Bernard Gałuszka, Kopalnia „Wieczorek” (1826–1985) (1985)
- Jerzy Jaros, Henryk Sekuła, Kopalnia „Staszic” 1964–1984 (1985)
- Jerzy Jaros i in., Kopalnia „Generał Zawadzki” (1785–1985) (1985)
- Huta Florian 1828–1988. Dzieje zakładu i załogi (1988)
- Marian Dyba, Urszula Warczok, Z dziejów kopalni „Dębieńsko” (1988)
- Andrzej Stępniak, Elektrownia Łaziska 1917–1988. Dzieje zakładu i załogi (1989)
- Huta „Pokój”. Dzieje zakładu i załogi 1840–1990 (1989)

Inne
- Badania nad osiedlami górniczymi (1963)

- Alfred Zaręba, Atlas językowy Śląska, t. 1–7 (1969–1989)

- Mirosław Fazan, Witold Nawrocki, Katowickie środowisko literackie w latach 1945–1967 (1969)

- Atlas województwa katowickiego (1971)
- Marek Gedl, Bolesław Ginter, Kazimierz Godłowski, Pradzieje i wczesne średniowiecze dorzecza Liswarty, cz. 1–2 (1970–1971)
- Janina Molenda, Szkolnictwo w rejencji katowickiej w latach okupacji hitlerowskiej. Przyczynek do polityki narodowościowej okupanta (1976)
- Franciszek Biały, Niemieckie ochotnicze formacje zbrojne na Śląsku 1918–1923 (1976)
- Śląski słownik biograficzny, t. 1–3 (1977–1981)
- Franciszek Serafin, Wieś śląska w latach międzywojennych 1922–1939 (1977)
- Mirosław Fazan, Jan Kantyka, Serca, myśli, czyny – ludowej ojczyźnie. Szkice z dziejów ruchu młodzieżowego w województwie katowickim (1978)
- O wolność, demokrację, socjalizm (odczyt) [1–13] (1978)
- Jan Walczak, Polska i niemiecka socjaldemokracja na Górnym Śląsku i w Cieszyńskiem po przewrocie majowym 1926–1939 (1980)
- 60-lecie powstań śląskich. Odczyty [1–12] (1981)
- Władysław Zieliński, Polska Partia Socjalistyczna zaboru pruskiego 1890/1893–1914 (1983)
- Morcinek do Dziewczyny ze Wschodniej Ballady. Listy Gustawa Morcinka do Janiny Gardzielewskiej (1983)
- Władysław Jacek Żywot, Dwadzieścia sezonów teatru sosnowieckiego 1919–1939 (1984)
- Wojciecha Korfantego „Marzenia i zdarzenia” (1984)
- Jerzy Jaros, Słownik historyczny kopalń węgla na ziemiach polskich, wyd. 2 popr. i zaktualiz. (1984)
- Podania i opowieści z Zagłębia Dąbrowskiego. Sto lat temu i dzisiaj, zebrali i oprac. Marianna i Dionizjusz Czubałowie (1984)
- Halina Gerlich, Narodziny, zaślubiny, śmierć : zwyczaje i obrzędy w katowickich rodzinach górniczych (1984)
- Jan Pietrzykowski, Cień swastyki nad Jasną Górą. Częstochowa w okresie hitlerowskiej okupacji 1939–1945 (1985)
- Gustawa Morcinka „Listów spod morwy” ciąg dalszy. Listy Gustawa Morcinka do Władysławy Ostrowskiej (1985)
- Józef Pieter, Czasy i ludzie (1986)
- Jan Kantyka, Upamiętnione miejsca walk o społeczne i narodowe wyzwolenie w województwie katowickim, wyd. 2 (1986)
- Ewa Chojecka, Architektura i urbanistyka Bielska-Białej 1855–1939 (1987)
- Wanda Mrozek, Górnośląska rodzina robotnicza w procesie przeobrażeń (1987)
- Alfred Zaręba, Szkice z dialektologii śląskiej (1988)
- Górniczy stan w wierzeniach, obrzędach, humorze i pieśniach, pod. red. Doroty Simonides (1988)
- Jan Walczak, Komunistyczna Partia Polski na Górnym Śląsku i w Cieszyńskiem (1922–1938) (1989)
- Jak starka swego Zeflika na powstanie wysłała. Ludowe opowieści powstańcze, oprac. Janina Hajduk-Nijakowska i Teresa Smolińska (1989)
- Michała Grażyńskiego „Walka o Śląsk” (1989)
- Dzieje górniczego ruchu zawodowego w Polsce, t. 3: 1945–1987 (1990)
- Ks. Jan A. Ficek i Piekary Śląskie w XIX wieku. Działalność religijno-społeczna ks. Jana A. Ficka i rola Piekar jako centrum katolicyzmu społecznego na Górnym Śląsku w XIX wieku (1992)
- Akta miejskie Tarnowskich Gór od końca XVI wieku do roku 1740, oprac. Alina Kowalska (1993)